# 4928 Вермер
4928 Вермер (4928 Vermeer) — астероїд головного поясу, відкритий 21 жовтня 1982 року.
Тіссеранів параметр щодо Юпітера — 3,684.
Названо на честь Яна Вермера (нід. Jan Vermeer van Delft, 1632 — 1675) — нідерландського художника, майстра побутового живопису і жанрового портрета.